# Cantone di Nœux-les-Mines
Il Cantone di Nœux-les-Mines è una divisione amministrativa dell'arrondissement di Béthune e dell'arrondissement di Lens.
A seguito della riforma approvata con decreto del 24 febbraio 2014, che ha avuto attuazione dopo le elezioni dipartimentali del 2015, è passato da 4 a 13 comuni.

## Composizione
I 4 comuni facenti parte prima della riforma del 2014 erano:
- Beuvry
- Labourse
- Nœux-les-Mines
- Sailly-Labourse

Dal 2015 i comuni appartenenti al cantone sono i seguenti 13:
- Barlin
- Drouvin-le-Marais
- Fouquereuil
- Fouquières-lès-Béthune
- Gosnay
- Haillicourt
- Hersin-Coupigny
- Hesdigneul-lès-Béthune
- Houchin
- Labourse
- Nœux-les-Mines
- Ruitz
- Vaudricourt